# Sebastian Janikowski
Sebastian Janikowski (* 2. März 1978 in Wałbrzych) ist ein ehemaliger polnischer American-Football-Spieler auf der Position des Kickers. Er spielte zuletzt für die Seattle Seahawks  in der National Football League. Er hielt gemeinsam mit Tom Dempsey, Jason Elam und David Akers mit 63 Yards bis 2013 den Rekord für das längste Field Goal der NFL-Geschichte. Darüber hinaus spielte er in der U-17-Auswahl der polnischen Fußballnationalmannschaft.

## Jugend und College
Janikowski verbrachte seine Jugend in Wałbrzych mit seiner allein erziehenden Mutter und spielte im Alter von 15 Jahren für die polnische U-17-Fußballnationalmannschaft. Als sein in Orlando lebender Vater, Henryk Janikowski, eine US-Amerikanerin heiratete, schickte ihn seine leibliche Mutter zu ihm nach Florida, da sie ihrem Kind eine bessere Zukunft ermöglichen wollte. Janikowski entdeckte American Football und wurde ein talentierter Kicker für die Seminoles der Florida State University. The „Polish Powderkeg“ (englisch polnisches Pulverfass), wie er genannt wurde, gewann zweimal den Lou Groza Award für den besten Kicker im College Football, sorgte aber auch wegen fortwährender Probleme (schlechte Schulleistungen, Prügeleien unter Alkoholeinfluss, unerlaubter Besitz der Droge GHB) für Negativschlagzeilen. Trotzdem wurde Janikowski im NFL Draft 2000 von den Oakland Raiders in der 1. Runde an Position 17 ausgewählt. Janikowski war der erst vierte Kicker der NFL-Geschichte, der in der 1. Runde ausgewählt wurde.

## NFL

### Oakland Raiders
Bei den Raiders etablierte sich Janikowski auf Anhieb als Stammkicker. In seiner Rookie-Saison verwandelte er 22 Field Goals und erzielte 112 Punkte, womit er zehntbester Punktesammler der Liga war. 2001 steigerte Janikowski seine Trefferquote von 68 % auf 82 %, wie aber in seiner Collegezeit fiel er durch unprofessionelles Verhalten auf: Einmal wurde er im Rotlichtbezirk von San Francisco erwischt, dann wurde er im Frühjahr 2002 im PKW mit überhöhter Geschwindigkeit unter Alkoholeinfluss festgenommen. Janikowski erzielte 2002 den Bestwert von 26 Field Goals und spielte mit den Raiders im Super Bowl XXXVII, den sie aber gegen die Tampa Bay Buccaneers mit 21:48 verloren.
In den beiden Folgejahren bauten die Raiders stetig ab, Janikowski wurde aber mit 22 bzw. 25 Field Goals bei einer Trefferquote von fast 90 % einer der besten Kicker der NFL und mit einem Fünfjahresvertrag über 11 Millionen US-Dollar belohnt, womit er der höchstbezahlte Kicker der NFL wurde. In den Folgejahren bis 2007 fiel seine Trefferquote auf knapp über 70 %, bis er 2008 und 2009 jeweils 24 von 30 bzw. 26 von 29 Field Goals verwandelte. Im Jahr 2010 war er in 33 von 41 Versuchen erfolgreich: Die 33 verwandelten Versuche bedeuteten Ligabestwert. Hierfür wurde Janikowski zum ersten Mal in den Pro Bowl gewählt und mit einer Vertragsverlängerung über vier Jahre für 16 Millionen US-Dollar belohnt, womit er der bis dato bestbezahlte NFL-Kicker wurde. 2013 unterzeichnete Janikowski einen neuen 4-Jahres-Vertrag mit den Raiders.
Am 12. September 2011 schoss Janikowski ein Field Goal aus 63 Yards, womit er einen NFL-Rekord einstellte. Dieser wurde 2013 von Matt Prater gebrochen.

### Seattle Seahawks
Nach seiner Trennung von den Raiders im Februar 2018 unterzeichnete er am 13. April 2018 einen Einjahresvertrag bei den Seattle Seahawks, wo er sich gegen Kicker Jason Myers durchsetzen konnte. In Woche 12, beim 30:17-Erfolg gegen die Carolina Panthers, erhielt er nach je drei erfolgreichen Extrapunkten und Field Goals inklusive des siegbringenden 31-Yards-Field-Goals die Auszeichnung zum  NFC Special Teams Player of the Week.
Nach 19 Jahren in der NFL gab Janikowski am 28. April 2019 sein Karriereende bekannt.

### Weitere Auszeichnungen und Rekorde

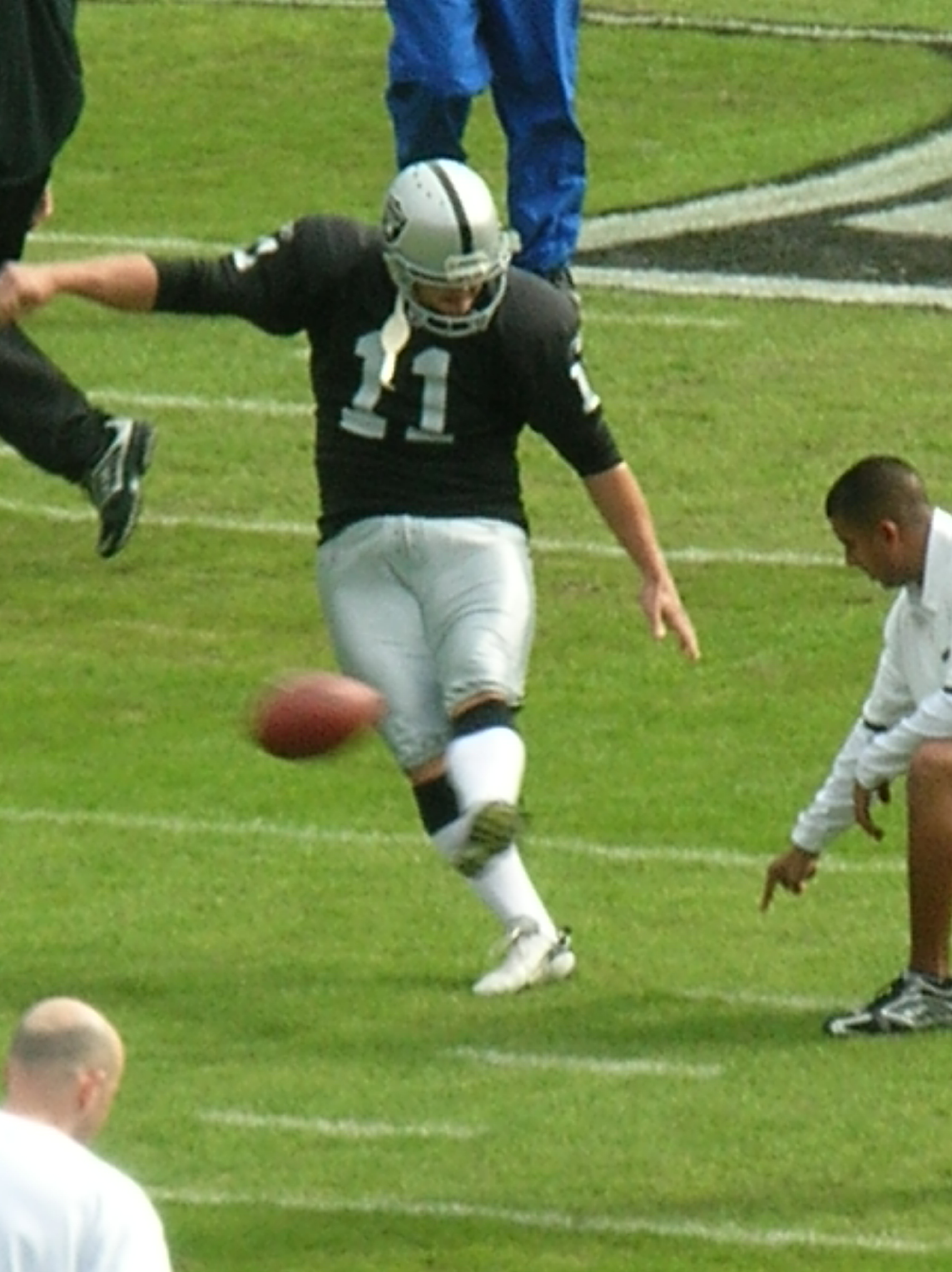
Janikowski beim Aufwärmen 2008.

Janikowski hielt gemeinsam mit Tom Dempsey, Jason Elam und David Akers den Rekord für das längste Field Goal der NFL-Geschichte (63 Yards). Im Jahr 2007 verpasste er knapp den alleinigen Rekord, als ein 64-Yards-Kick nur die Torstange traf. Er ist zudem mit 1799 Punkten (Stand: 30. November 2017) der beste Punktesammler in der Geschichte der Raiders und verwandelte 99,2 % aller Extrapunkte (Point after Touchdown). Bei Kicks aus 50 und mehr Yards weist Janikowski eine Quote von 52 aus 92 (58,4 %, Stand: 8. September 2016) auf. Janikowski, der 2004 einen Fünfjahresvertrag über elf Millionen US-Dollar (damals NFL-Rekord für Kicker) und 2010 eine Verlängerung um vier Jahre für 16 Millionen US-Dollar unterschrieb (NFL-Rekord für Kicker), ist einer der bestbezahlten Kicker.

## Privatleben
Janikowski ist das einzige Kind von Halina und Henryk Janikowski, einem ehemaligen Nationalspieler der polnischen Fußballnationalmannschaft. Im Herbst seiner Karriere wechselte sein Vater in die US-amerikanische North American Soccer League, setzte sich nicht durch und ließ sich scheiden, sodass Halina mit ihrem Kind zunächst nach Polen zurückkehrte. Als sein in den USA gebliebener Vater eine US-Amerikanerin heiratete, bekam sein Sohn eine Aufenthaltsgenehmigung für die USA, was es ihm möglich machte, nach Orlando nachzureisen.